# Красношапочный дятел-сосун
Красношапочный дя́тел-сосу́н (лат. Sphyrapicus nuchalis) — вид птиц семейства дятловых (Picidae). Подвидов не выделяют. Распространён в Северной Америке. Совершает сезонные миграции, улетая на зимовку из умеренных широт в субтропики.

## Описание
Красношапочный дятел-сосун достигает длины 19—21 см и массы от 32 до 66 г. У взрослых самцов лоб и макушка ярко-красные или малиновые, окаймлены сзади полумесяцем блестящего иссиня-чёрного цвета, простирающимся с боков на уровне середины глаза; задняя часть макушки чёрная; затылок, подбородок и скуловая область красные. Белая полоса проходит под глазом к боковой части шеи; более узкая белая полоса идёт от задней части глаза к красному пятну на затылке; красная скуловая область окаймлена по проксимальной части чёрным. Спина и лопатки чёрные, со слабым зеленовато-голубым отливом, с обильными белыми или коричневато-белыми вкраплениями, более заметными по бокам спины. Надхвостье и верхние кроющие перья хвоста преимущественно чёрные по бокам и белые в центре. Хвост чёрный, внутренние опахала центральной пары рулевых перьев белые с несколькими косыми чёрными пятнами или полосами, кончики внешних рулевых перьев белые. Верхние кроющие перья крыла преимущественно глянцево-чёрные, дистальные части малых и средних кроющих перьев и внешние края или кончики средних больших кроющих белые, образуя заметную диагональную белую полосу на крыле. Маховые перья черноватые, наружные опахала первостепенных маховых перьев и крайние второстепенные маховые перья с белыми пятнышками, внутренние первичные с тонкими белыми кончиками. Горло красного цвета, дистально окаймленное чёрным пятном в форме полумесяца, простирающимся до центра нижней части груди; остальная часть тела (за чёрным пятном в форме полумесяца) бледно-жёлтая. Бока тускло-белые или коричневато-белые с чёрными V-образными отметинами; нижние кроющие перья хвоста белые; нижние кроющие перья крыльев серовато-белые с рассеянными коричневатым V-образными отметинами. Клюв чёрный. Радужная оболочка коричневая, у молоди в возрасте до одного года — серовато-коричневая. Ноги и ступни зеленовато-серые.
Взрослые самки по размерам и окраске оперения похожи на самцов, за исключением белого подбородка и верхней части горла, иногда (примерно у 10 % особей) с красными крапинками; скуловая область практически не окрашена в красный цвет.  Нижняя часть горла красная; пятно на горле окаймлено чёрной полосой. У некоторых самок участки красного цвета на лбу уменьшены или вовсе отсутствуют, а участки белого цвета на горле уменьшены или вовсе отсутствуют. Самки также имеют в среднем более обширные светлые отметины на рулевых перьях. Молодые особи сохраняют коричневатое оперение до первой линьки (к началу осени), после чего пестрое коричневое оперение головы и тела сменяется чёрной, белой и красной окраской взрослых особей.